# Petrova
Petrova – wieś w Rumunii, w okręgu Marmarosz, w gminie Petrova. W 2011 roku liczyła 2525 mieszkańców.